# جاذبه‌های گردشگری استان اصفهان

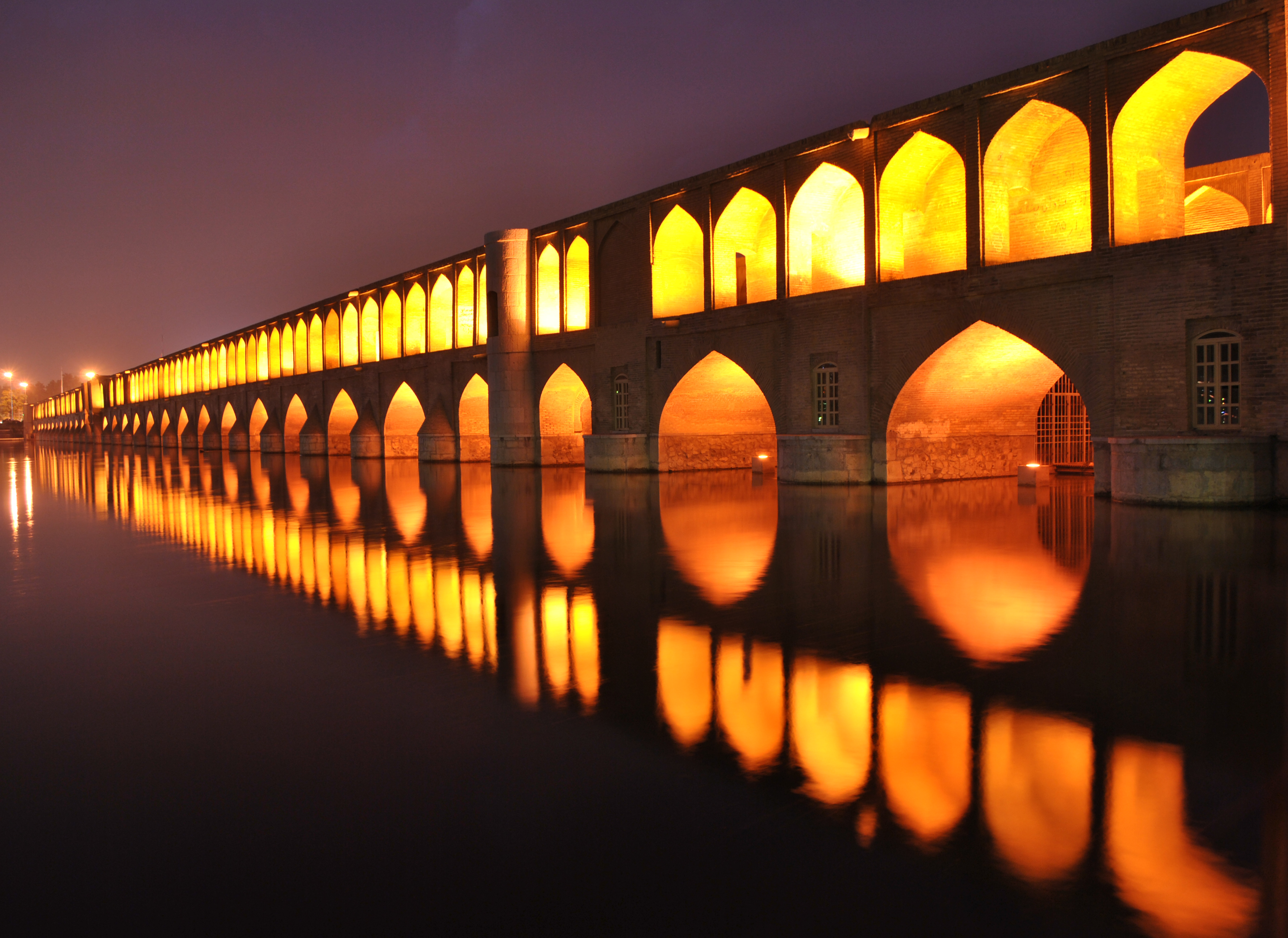
سی‌وسه‌پل

این مقاله شامل فهرست جاذبه‌های گردشگری استان اصفهان است.

## اصفهان

### جاذبه‌های گردشگری
- آتشگاه اصفهان
- آرامگاه الراشد بالله
- آرامگاه باباقاسم
- آرامگاه ستی فاطمه
- آرامگاه سلطان بخت‌آقا
- آرامگاه صائب
- بازار اصفهان
- بازار قیصریه
- برج کبوترخانه
- بقعه شهشهان
- پل خواجو
- پل چوبی
- پل مارنان
- تخت فولاد
- چهارباغ عباسی
- چهل‌ستون
- حمام علیقلی آقا
- خانه بیداری اسلامی
- خانه شیخ الاسلام
- خانه قزوینی‌ها
- خانه کهکشان
- خانه مشروطه (اصفهان)
- خانه نظام‌الاسلام
- خیابان چهارباغ اصفهان
- سبزه میدان
- سی‌وسه‌پل
- عالی‌قاپو
- عصارخانه شاهی
- کاخ چهلستون
- کاخ هشت‌بهشت
- گلستان شهدای اصفهان
- گنجینه میراث اسلامی
- محله طوقچی (اصفهان)
- مدرسه چهارباغ
- مدرسه ملا عبدالله
- مسجد جامع اصفهان
- منار جنبان
- منطقه جنگلی ناژوان
- میدان امام علی

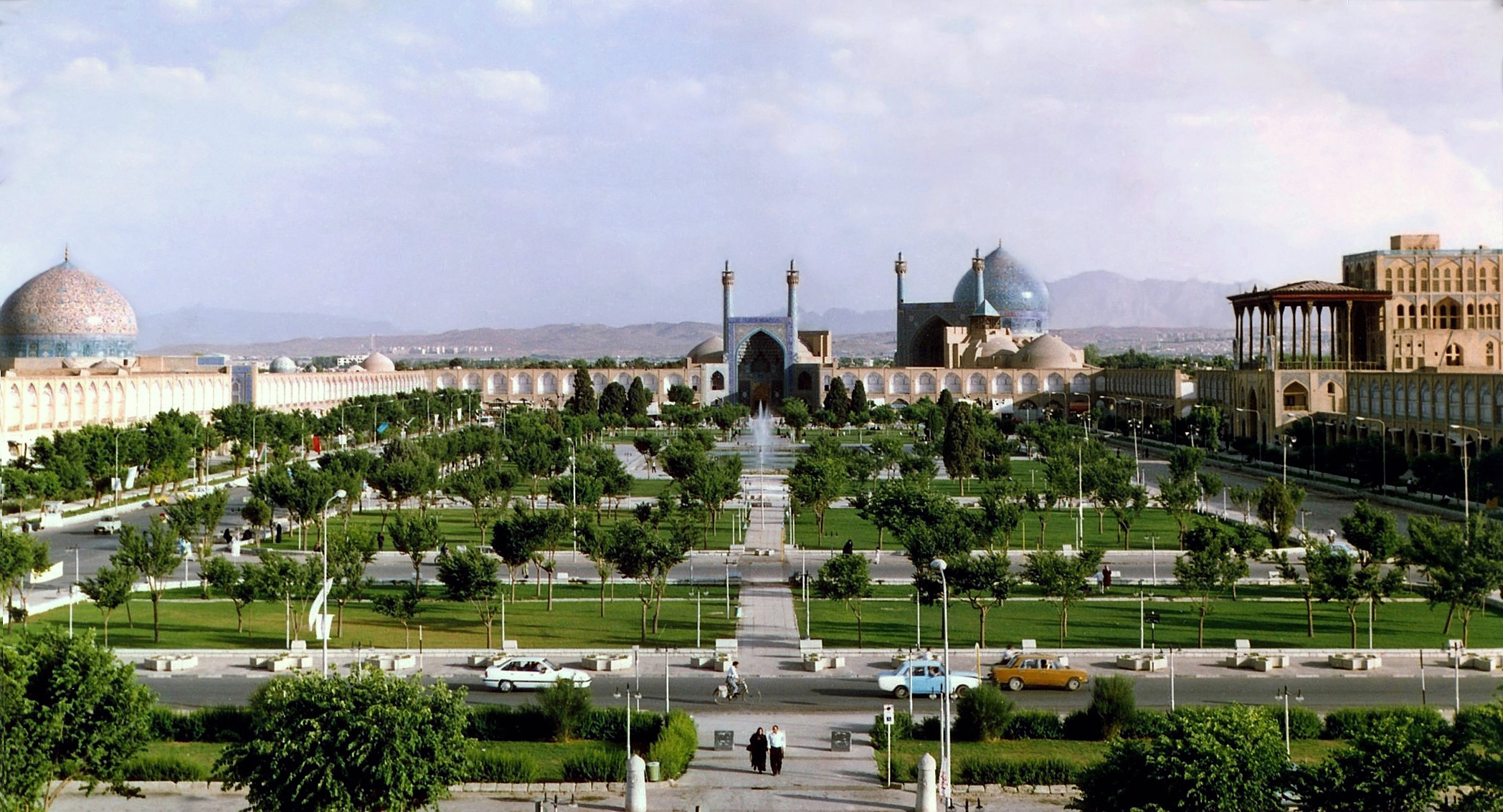
میدان نقش‌جهان
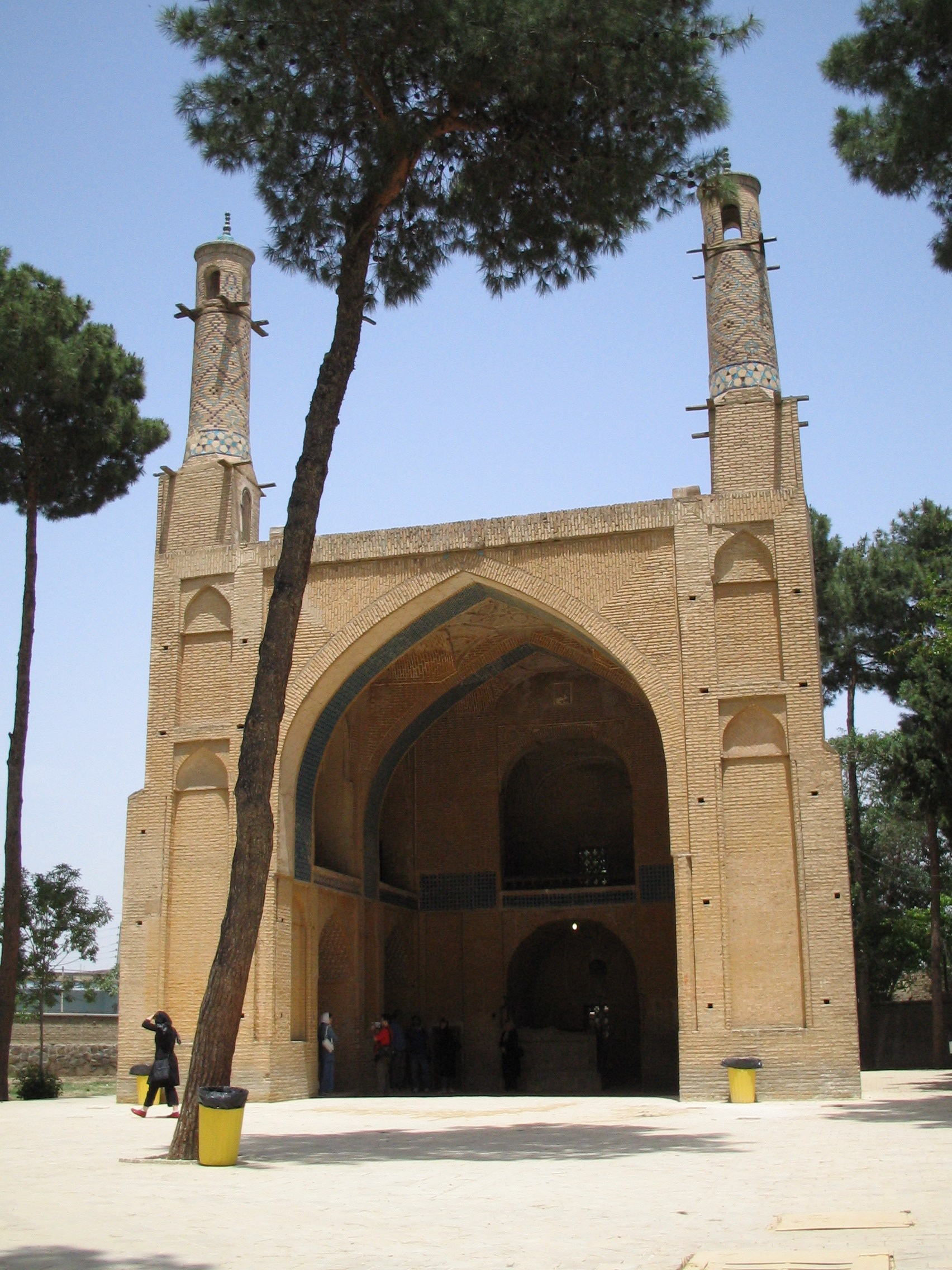
منارجنبان
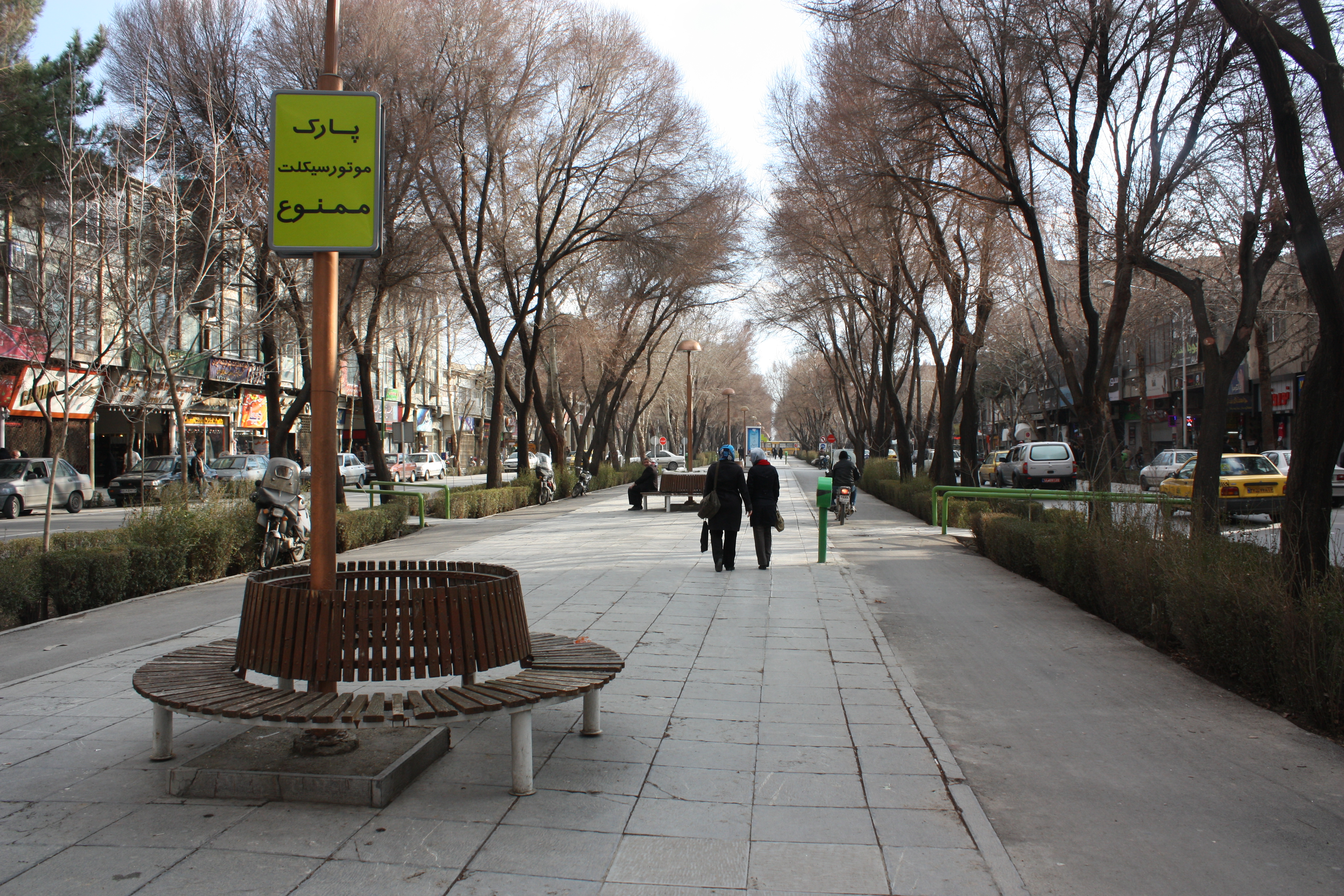
خیابان چهارباغ اصفهان
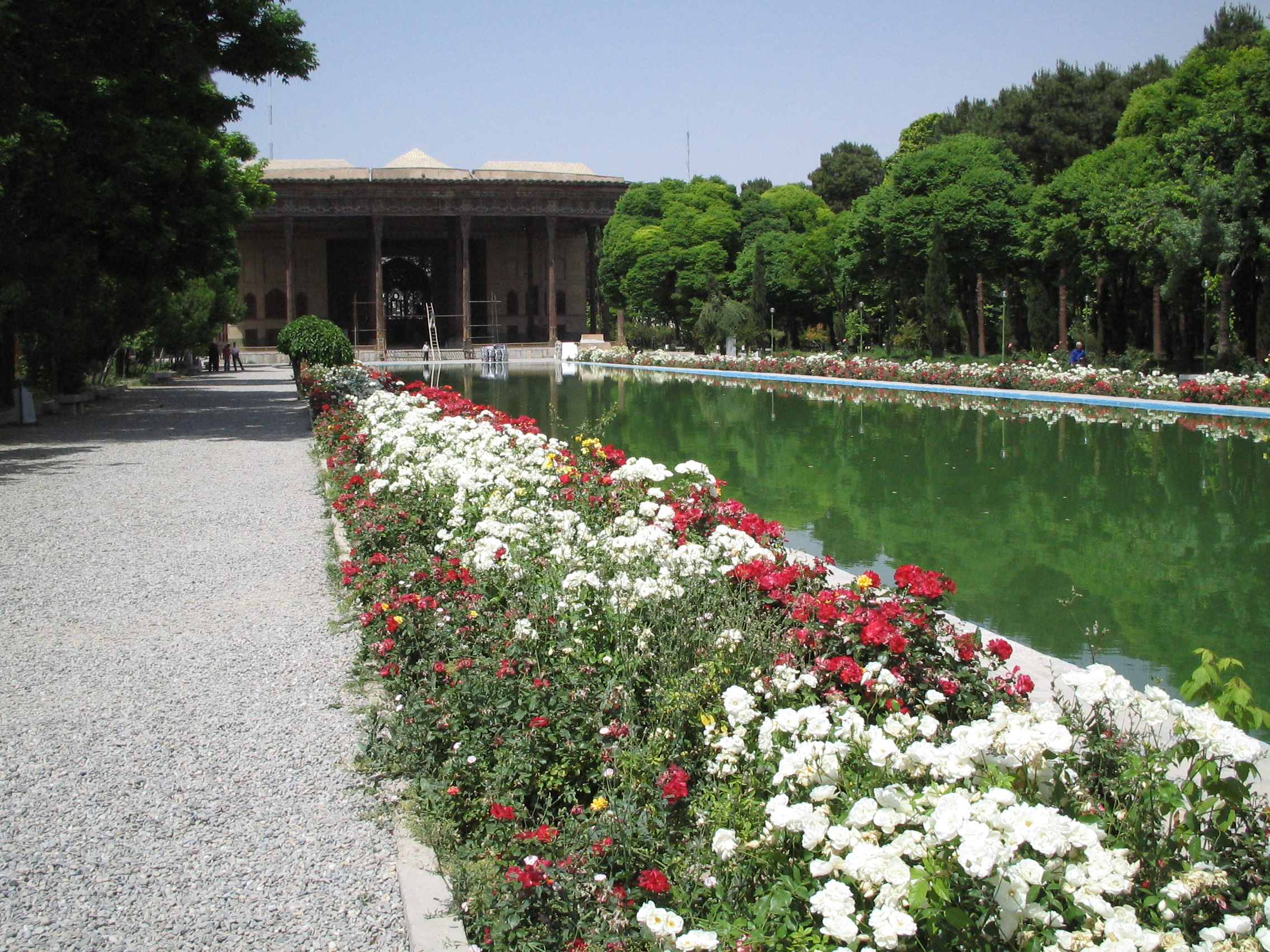
چهلستون
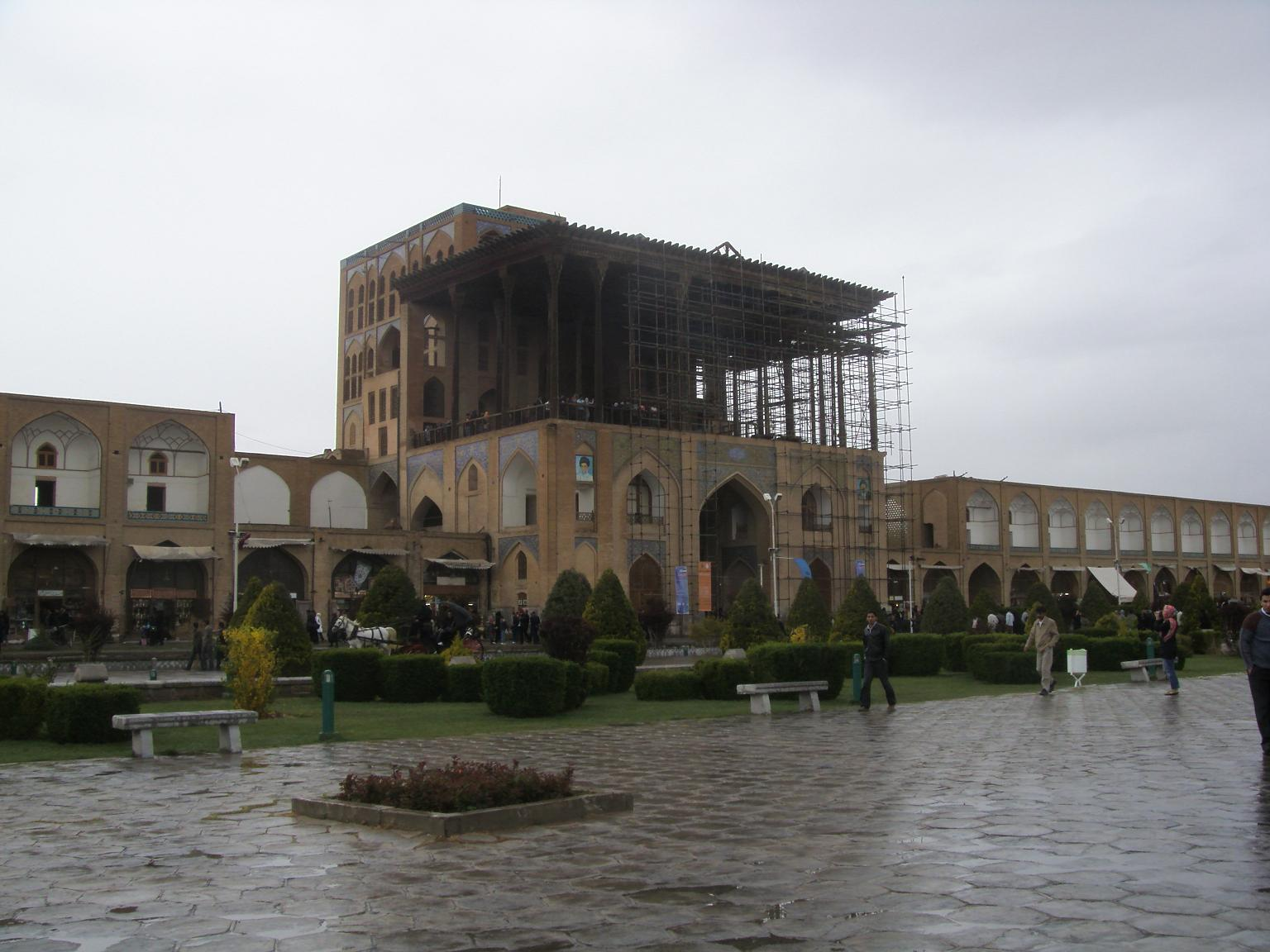
عالی‌قاپو
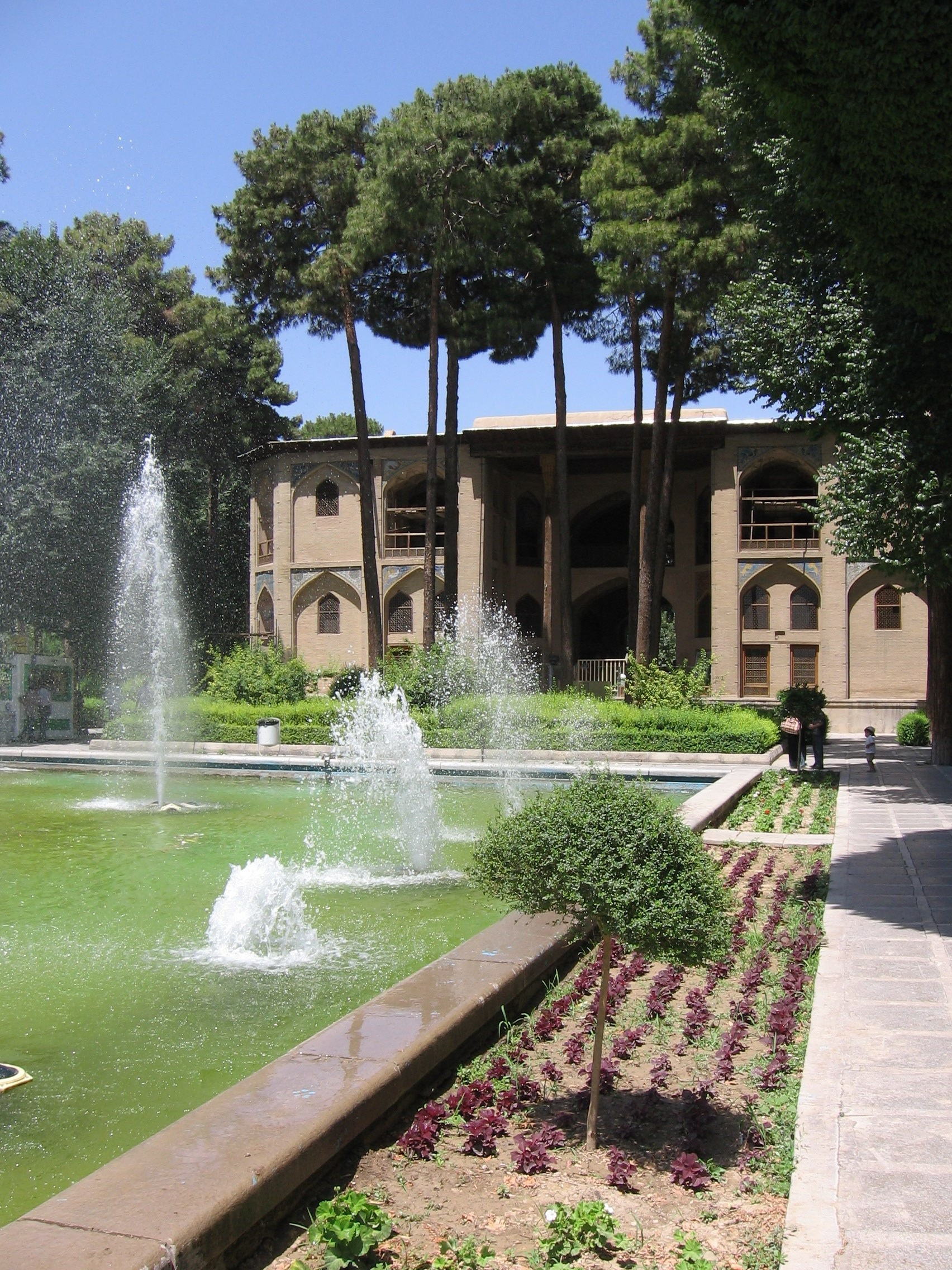
هشت‌بهشت

- هتل عباسی

- میدان نقش‌جهان
- منارجنبان
- خیابان چهارباغ اصفهان
- چهلستون
- عالی‌قاپو
- هشت‌بهشت

### جاذبه‌های مذهبی
- کلیسای گئورگ مقدس (نو جلفا)
- کلیسای وانک
- کلیسای وانک

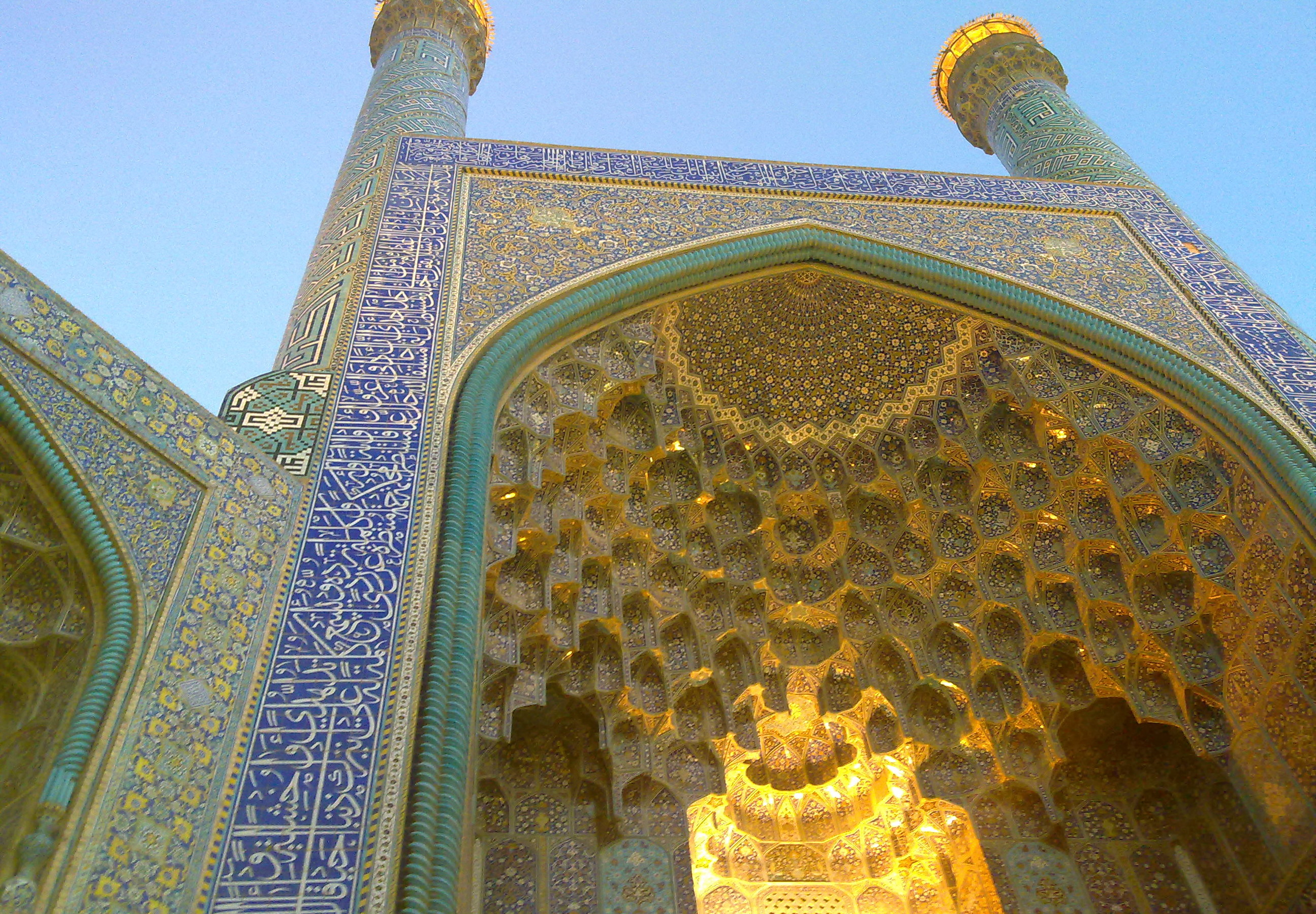
مسجد چهارسوقی
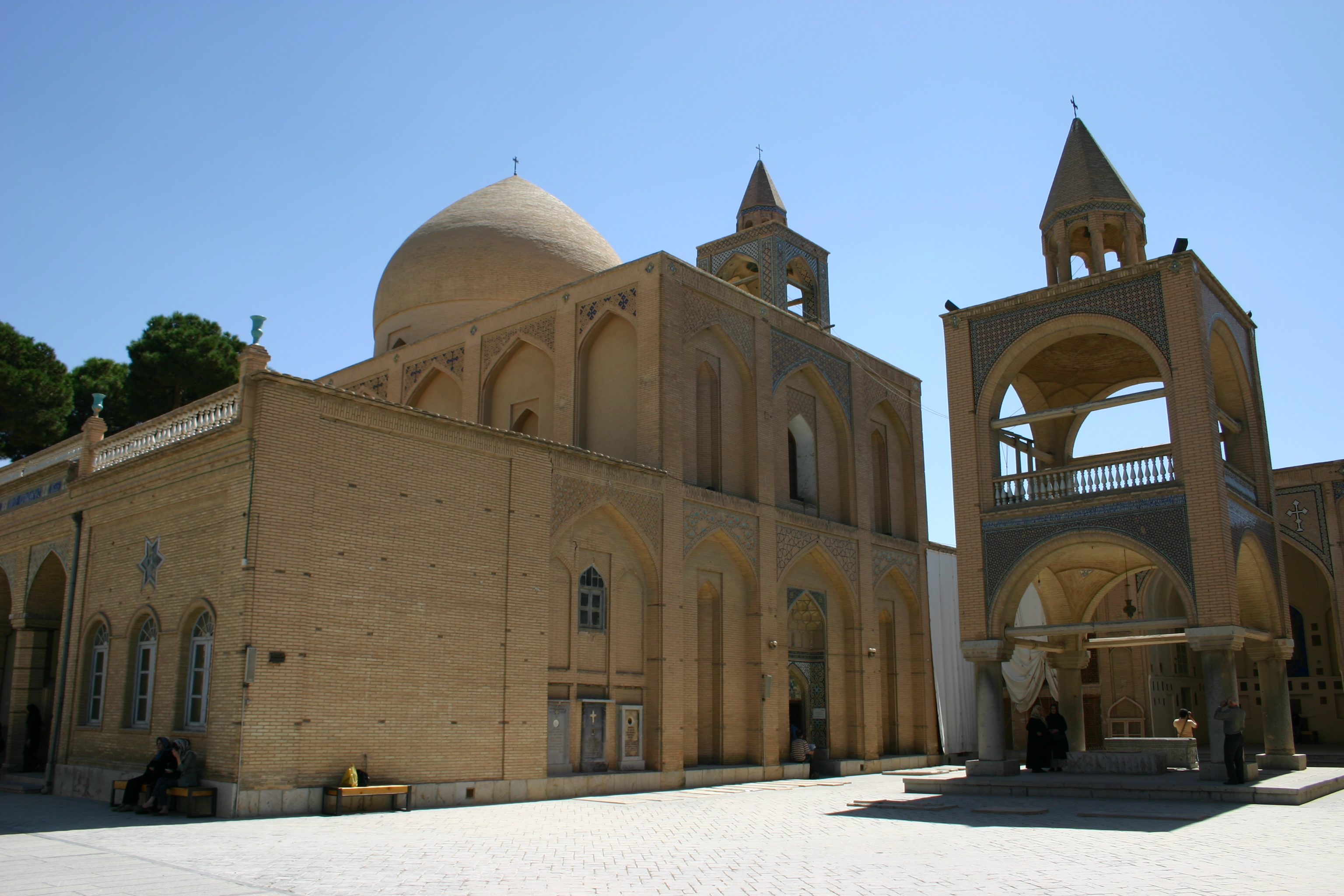
کلیسای وانک

- مسجد آقانور
- مسجد ابوالمحسن
- مسجد الیادران
- مسجد ایلچی
- مسجد بهشتی‌نژاد
- مسجد پا درخت سوخته
- مسجد تل عاشقان
- مسجد جارچی
- مسجد جامع جی
- مسجد جامع هفت شویه
- مسجد حاج رضا
- مسجد حاج محمد جعفرآباده‌ای
- مسجد حاج میرزا محمد صادق
- مسجد حاج یونس
- مسجد حسین بن علی
- مسجد حکیم
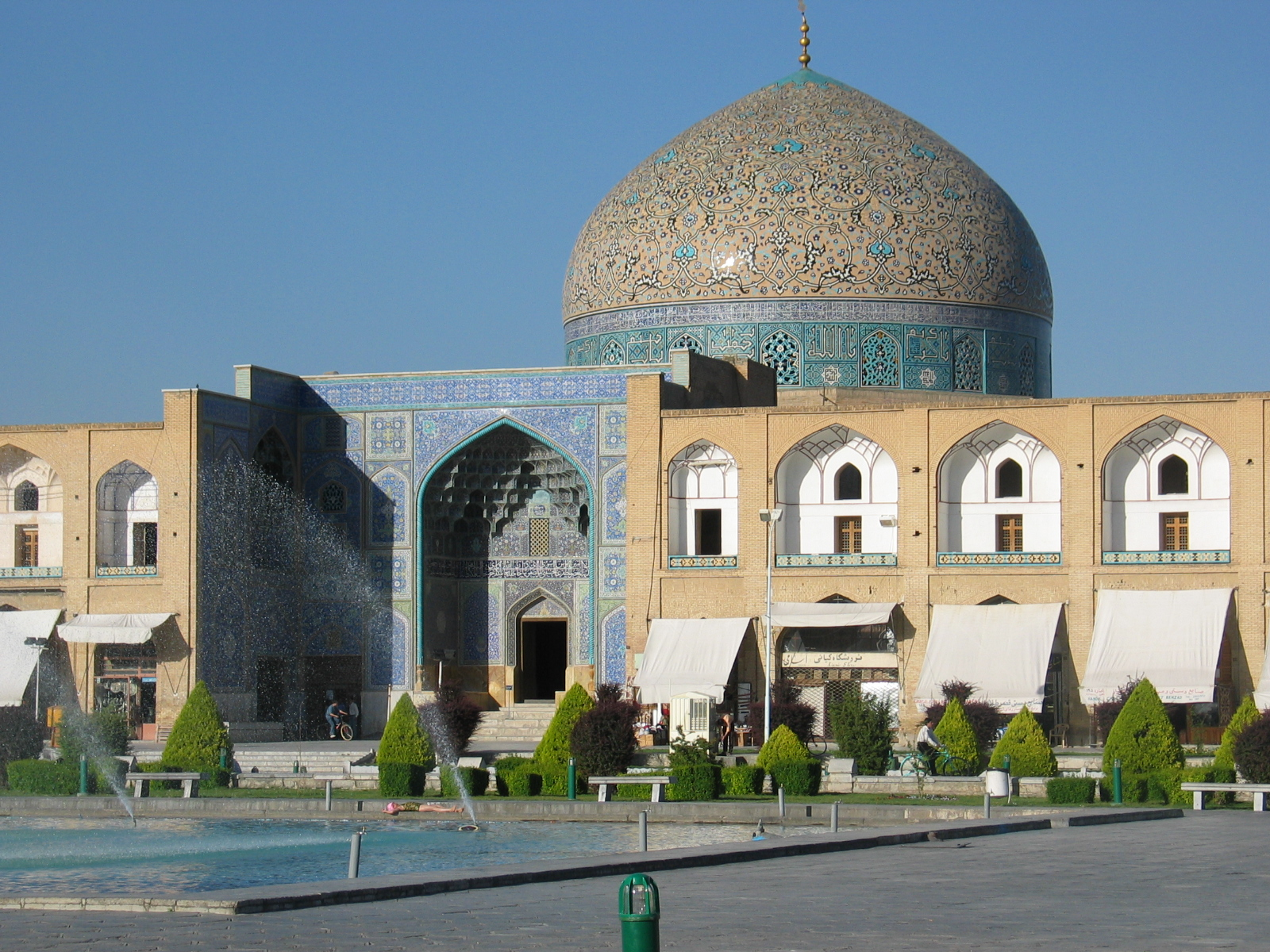
مسجد خواجه روح‌الله
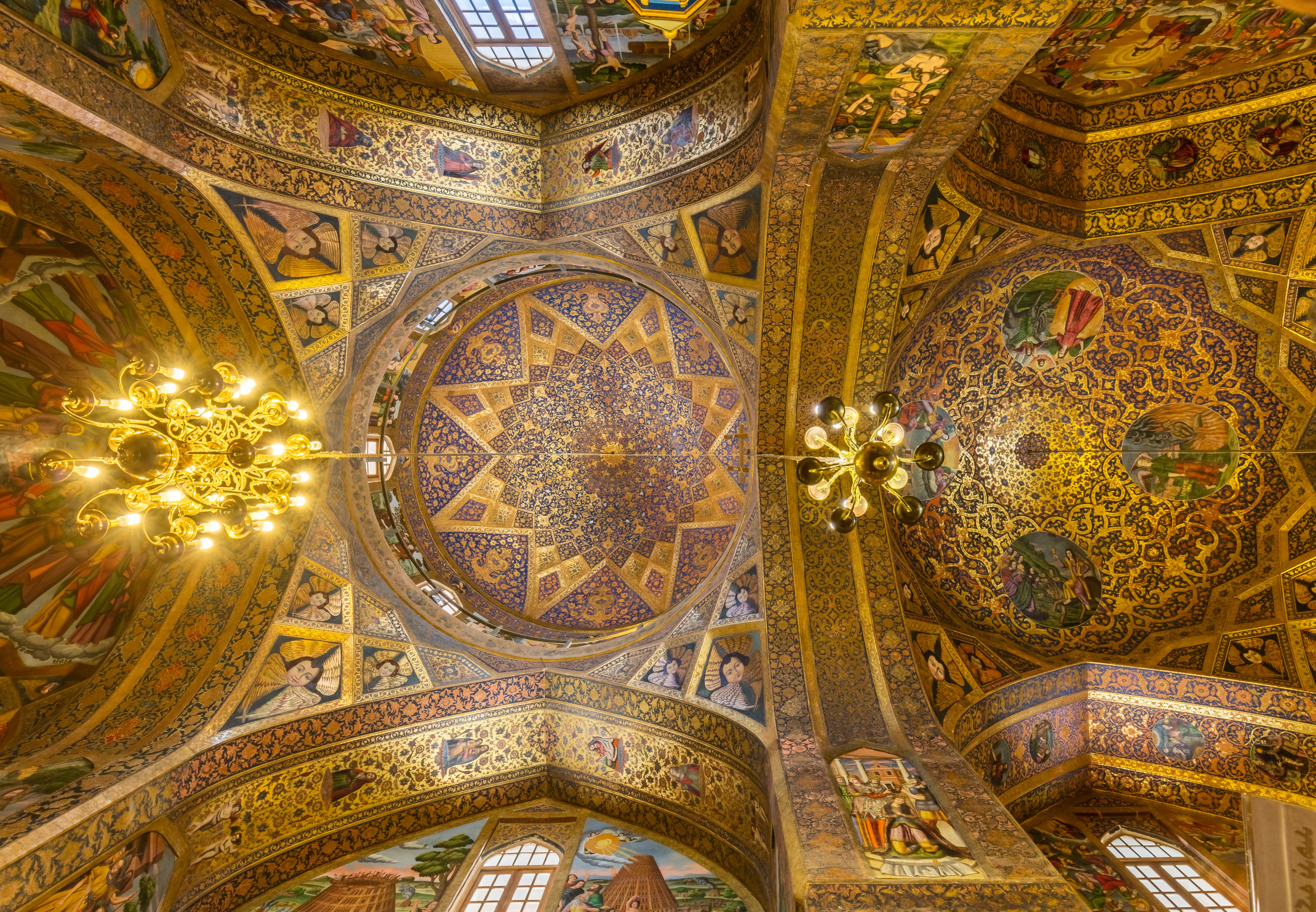
کلیسای وانک

- مسجد خیاط‌ها
- مسجد درب جوباره
- مسجد دروازه نو
- مسجد دشتی
- مسجد رحیم‌خان
- مسجد رکن‌الملک
- مسجد ساروتقی
- مسجد سرخی
- مسجد سید
- مسجد شاه
- مسجد شعیا و امامزاده اسماعیل
- مسجد شهدای ابن سینا
- مسجد شیخ علیخان زنگنه
- مسجد شیخ لطف‌الله
- مسجد شیره پزها
- مسجد شیشه
- مسجد شیشه‌گری
- مسجد صفا
- مسجد ظلمات و آرامگاه میرعماد
- مسجد علی خوراسگان
- مسجد علی‌قلی‌آقا
- مسجد قصر منشی
- مسجد قطبیه (حسینیه خلجا)
- مسجد کرمانی (نوررضوان)
- مسجد گنبد آزادان
- مسجد لنبان
- مسجد محله نو قلعه (حبیب)
- مسجد مقصودبیک
- مسجد نو بازار
- مسجد و مدرسه شمس‌آباد
- مصلای اصفهان

- مسجد شاه
- کلیسای وانک
- مسجد شیخ لطف‌الله
- کلیسای وانک

### دیگر

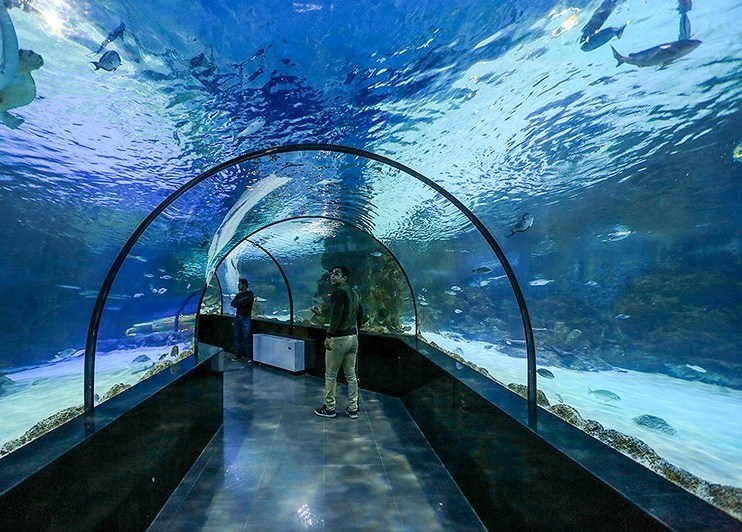
آکواریوم اصفهان
- باغ پرندگان اصفهان
- باغ گل‌های اصفهان
- مرکز خرید قلب شهر اصفهان
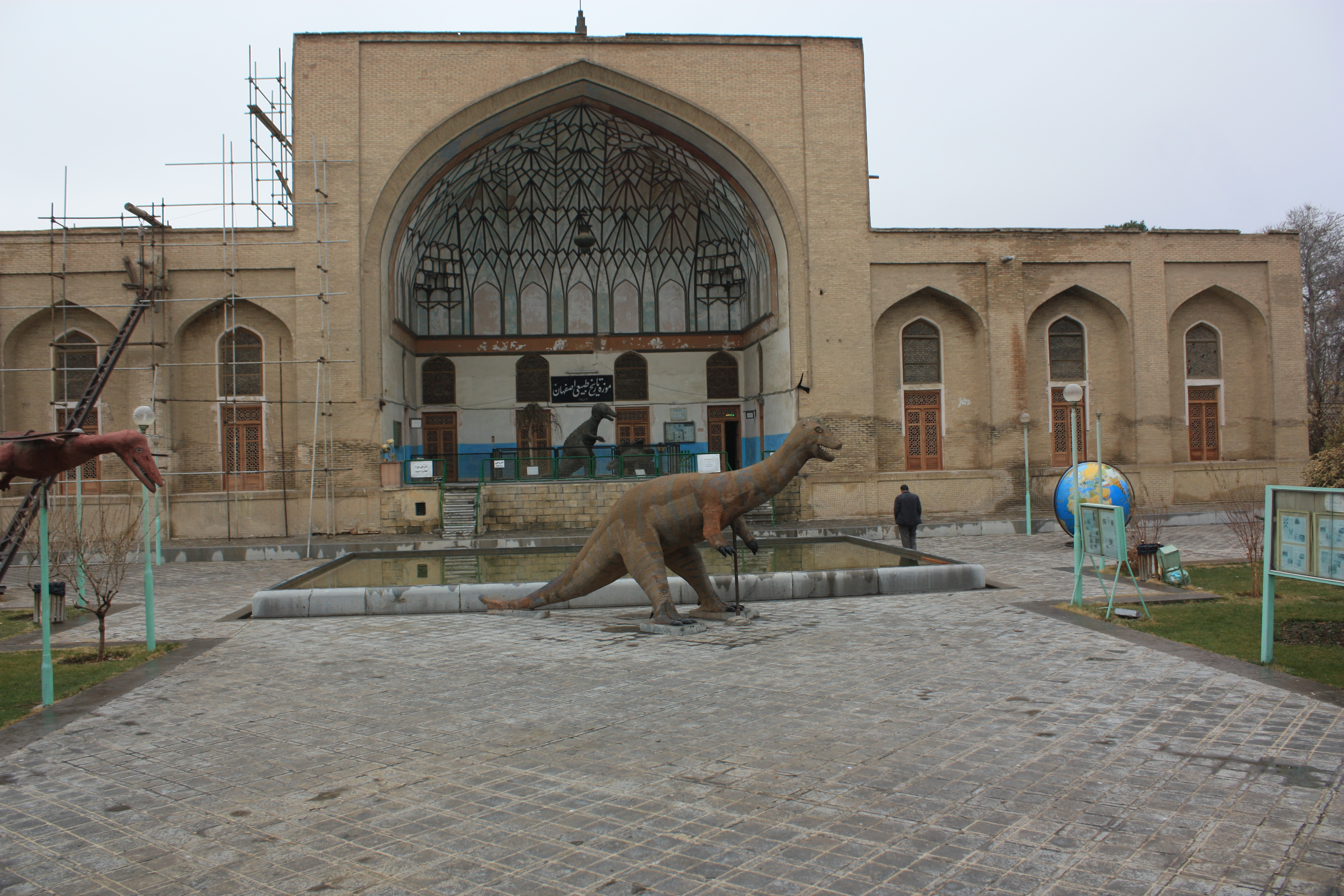
موزه تاریخ طبیعی (اصفهان)
- موزه مردم‌شناسی ارمنیان اصفهان
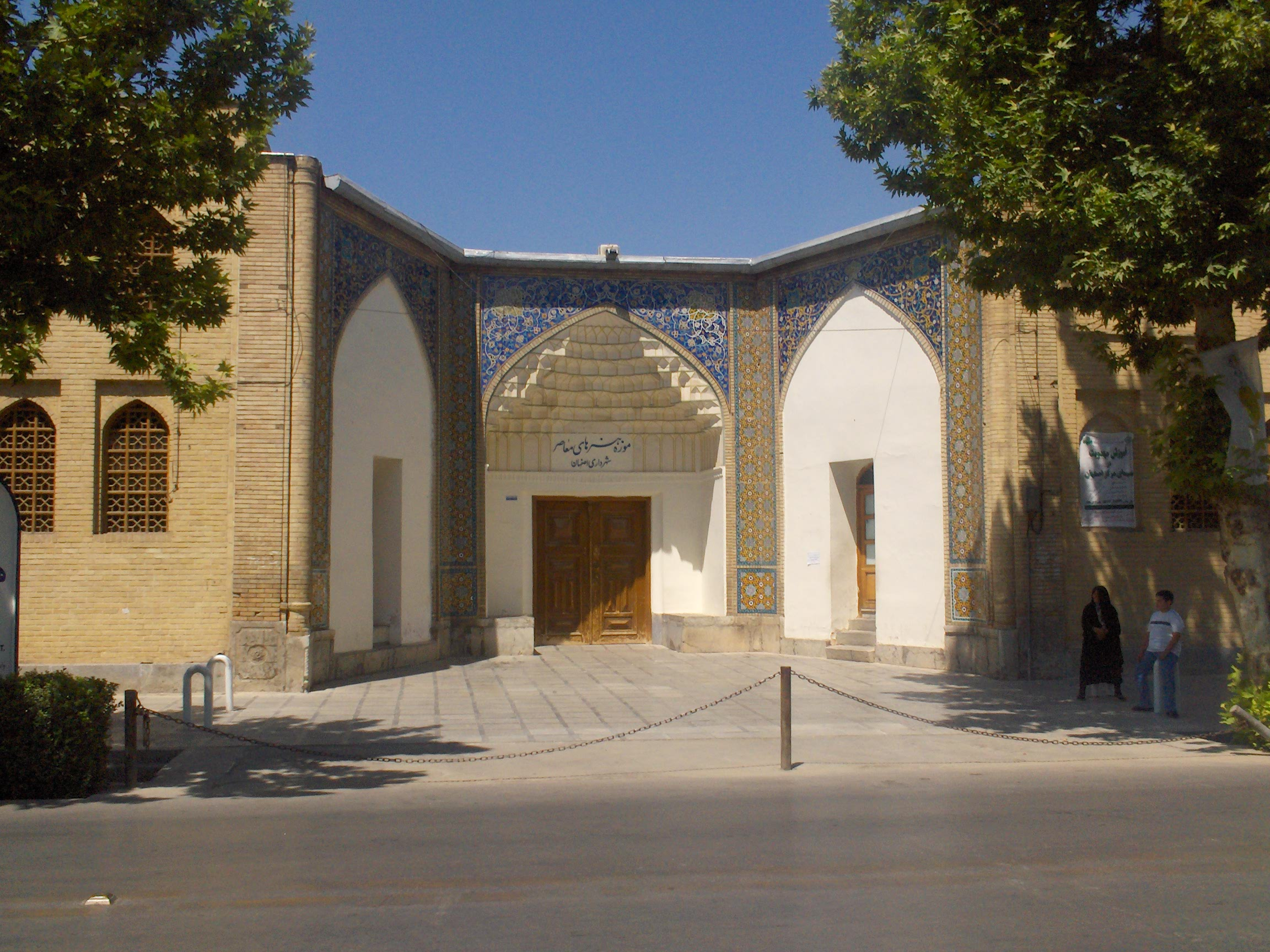
موزه هنرهای تزئینی و معاصر اصفهان

- آکواریوم اصفهان
- موزه تاریخ طبیعی
- موزه هنرهای تزئینی و معاصر

## کاشان
- بازار کاشان

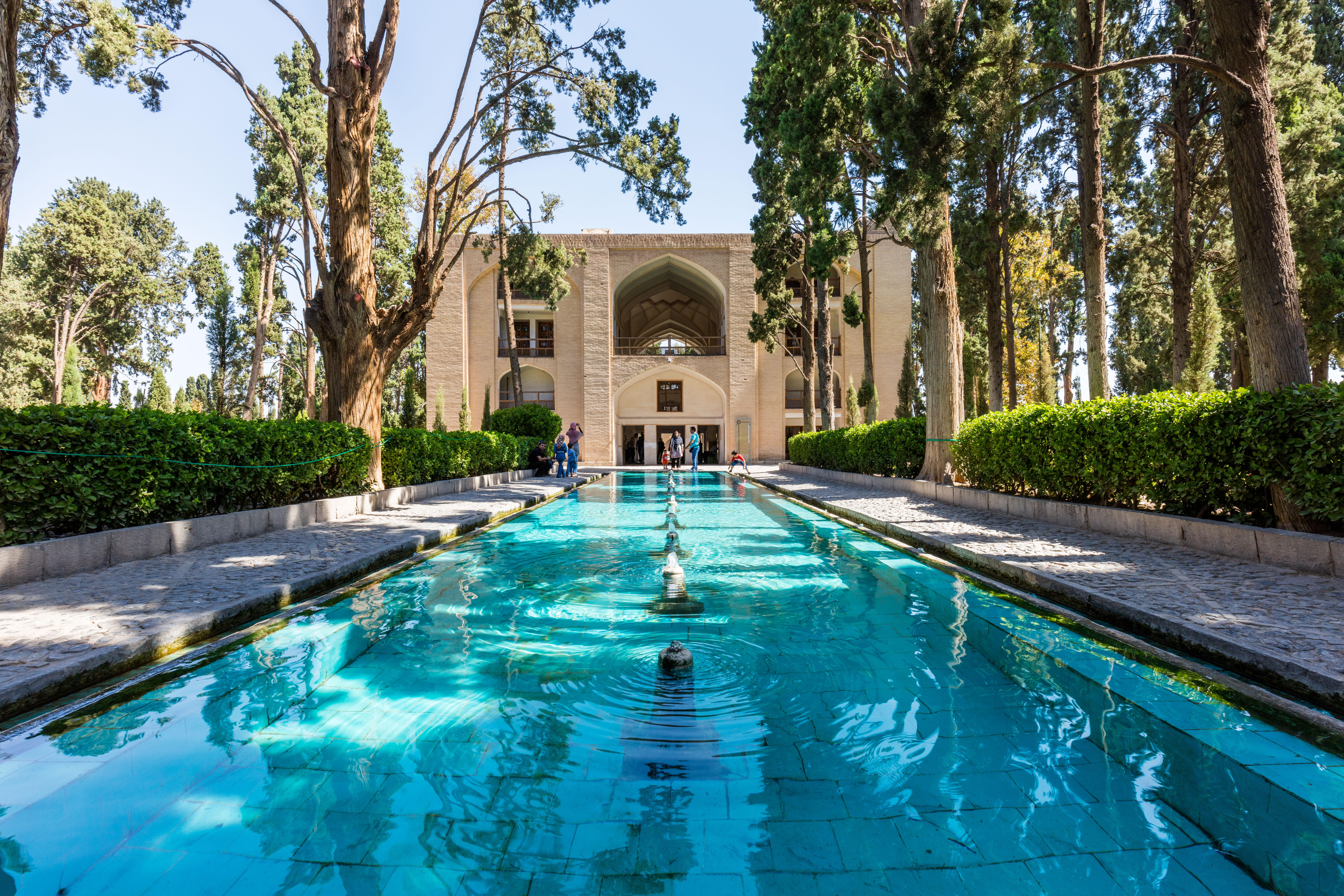
باغ فین
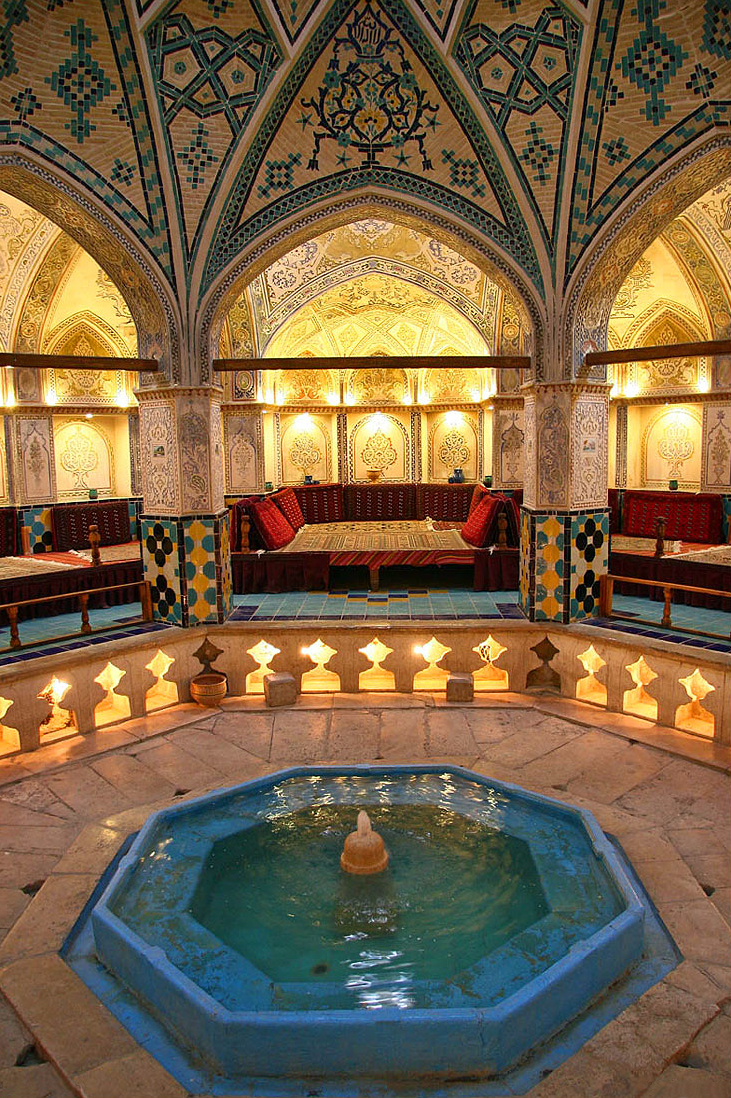
حمام سلطان امیر احمد
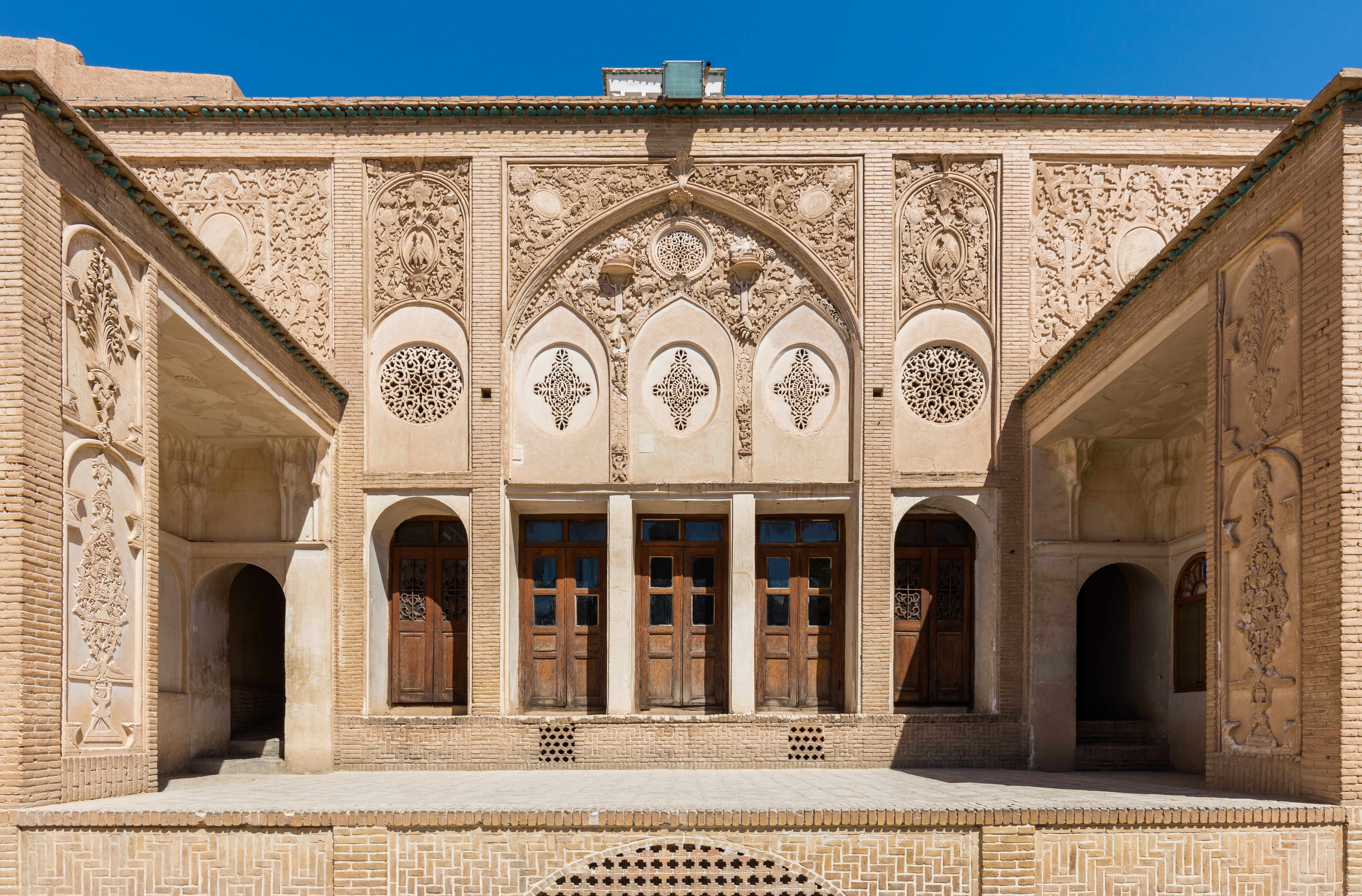
خانه بروجردی‌ها
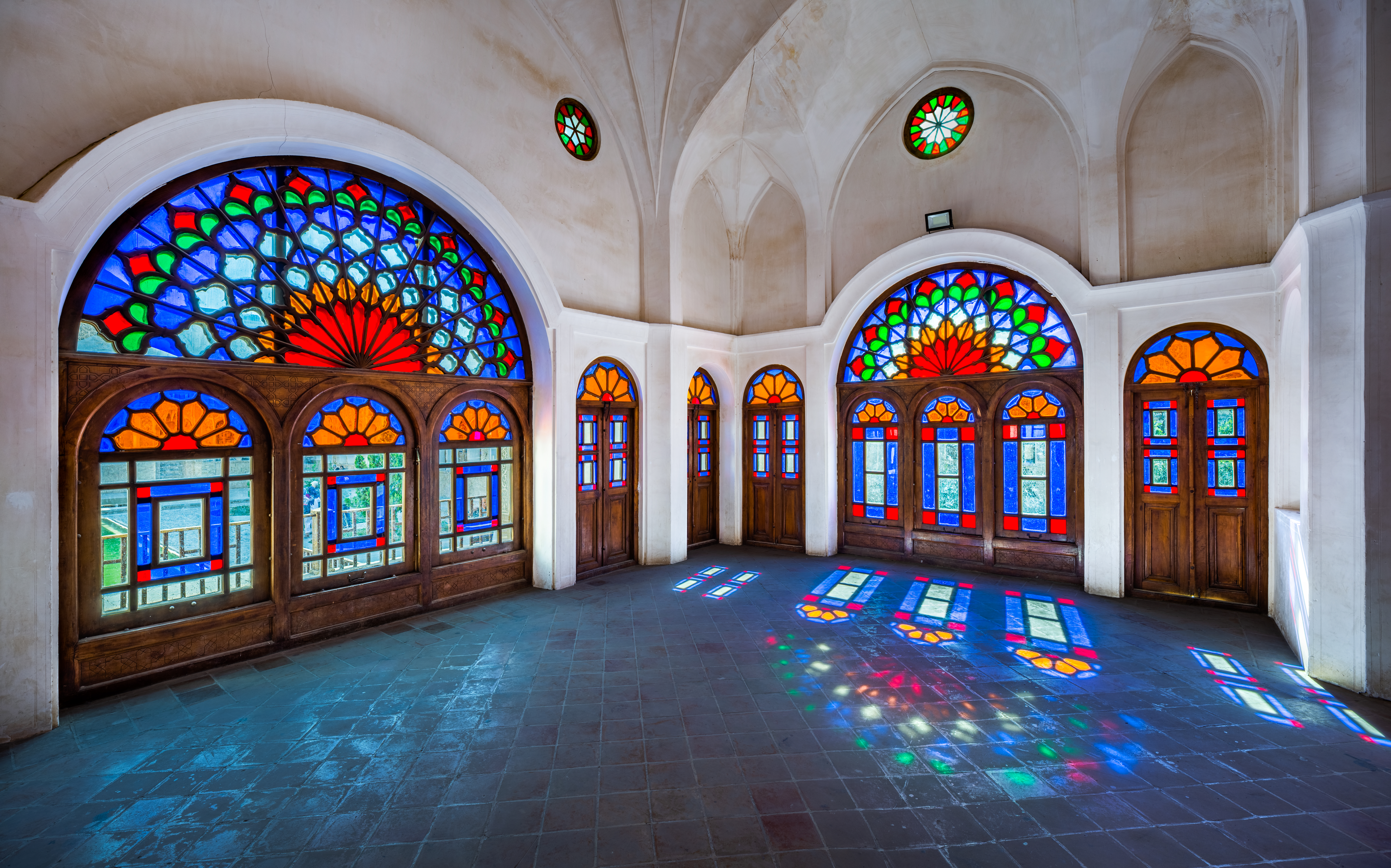
خانه طباطبایی‌ها
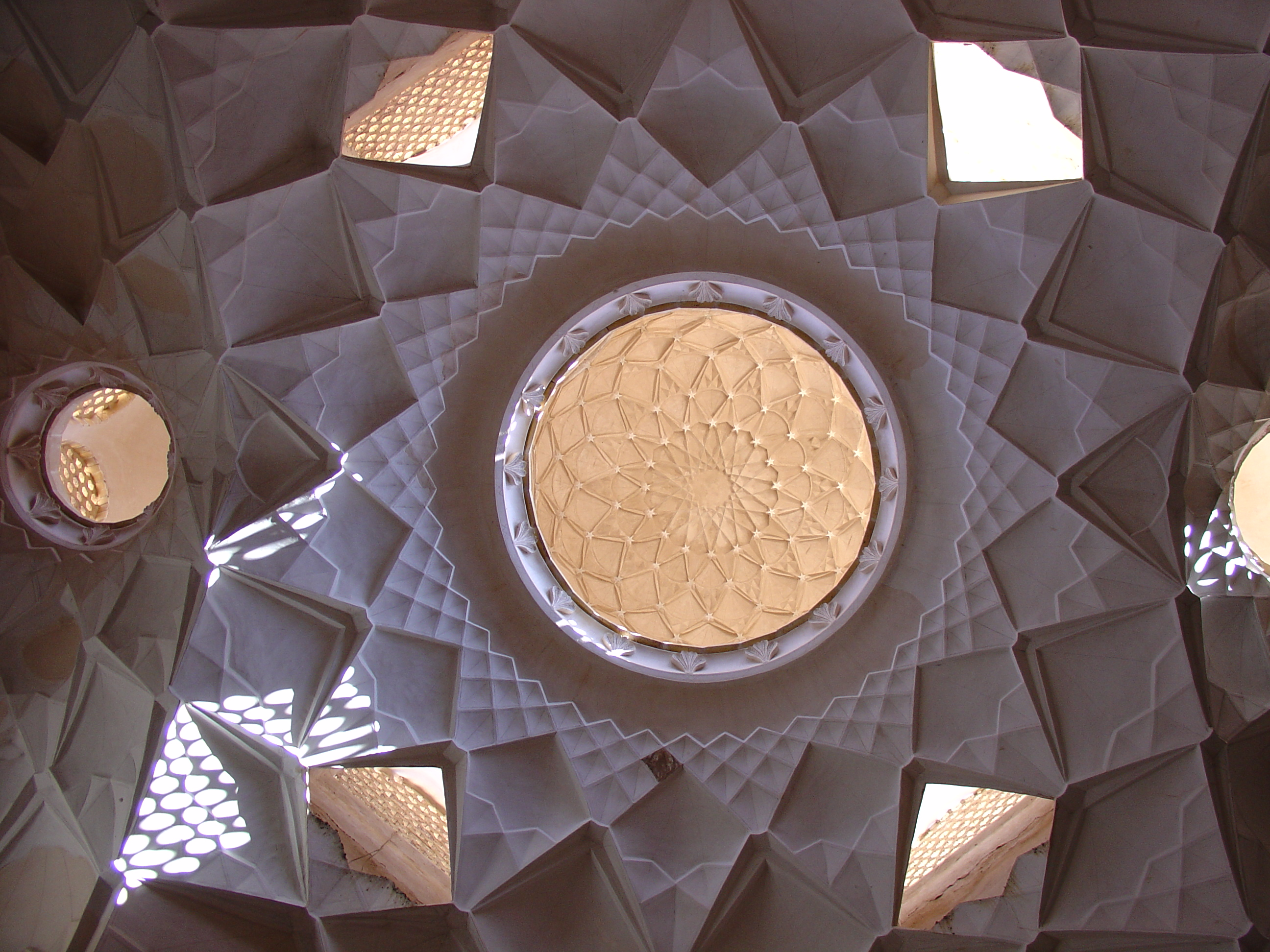
خانه عامری‌ها
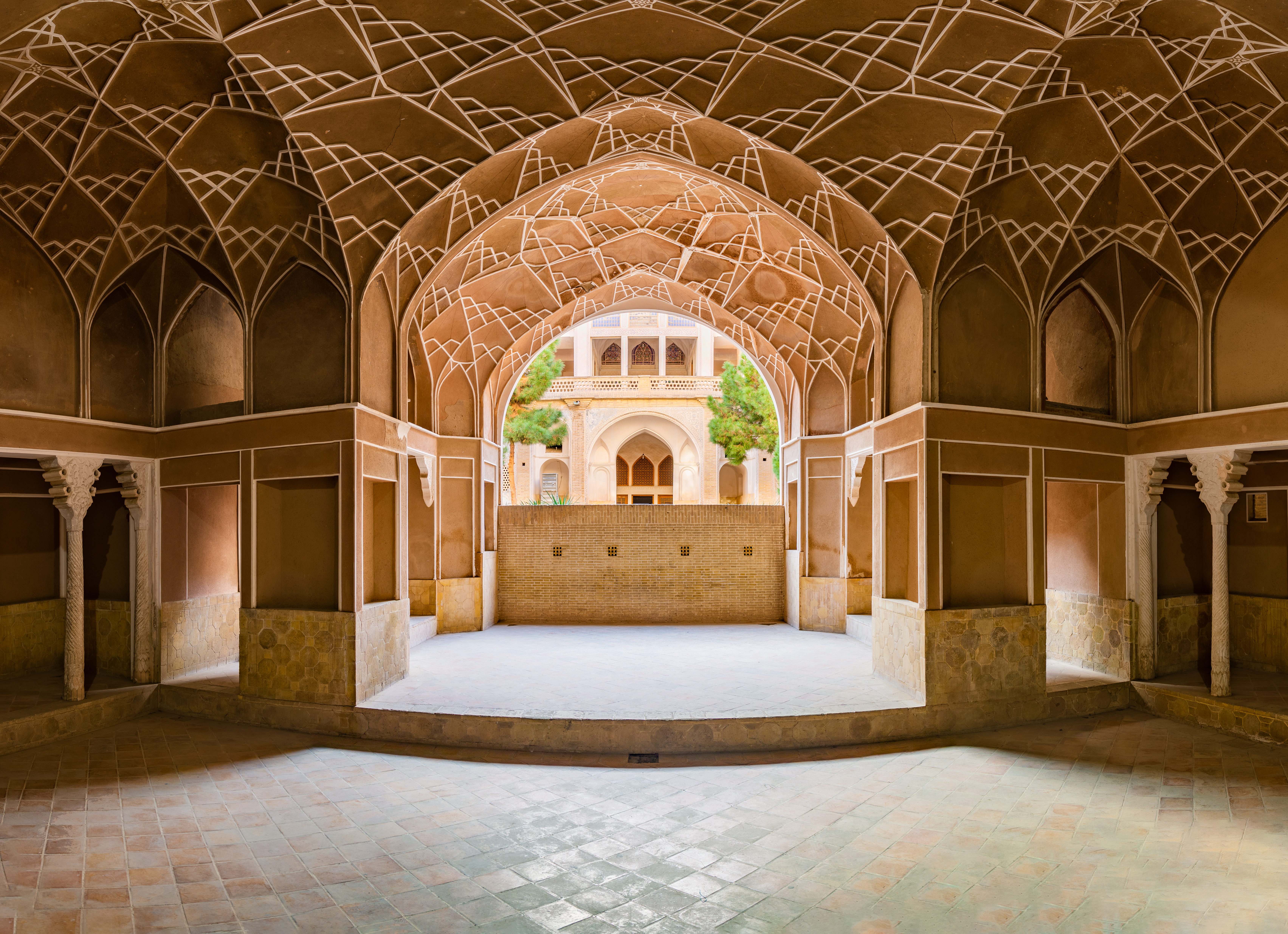
خانه عباسیان
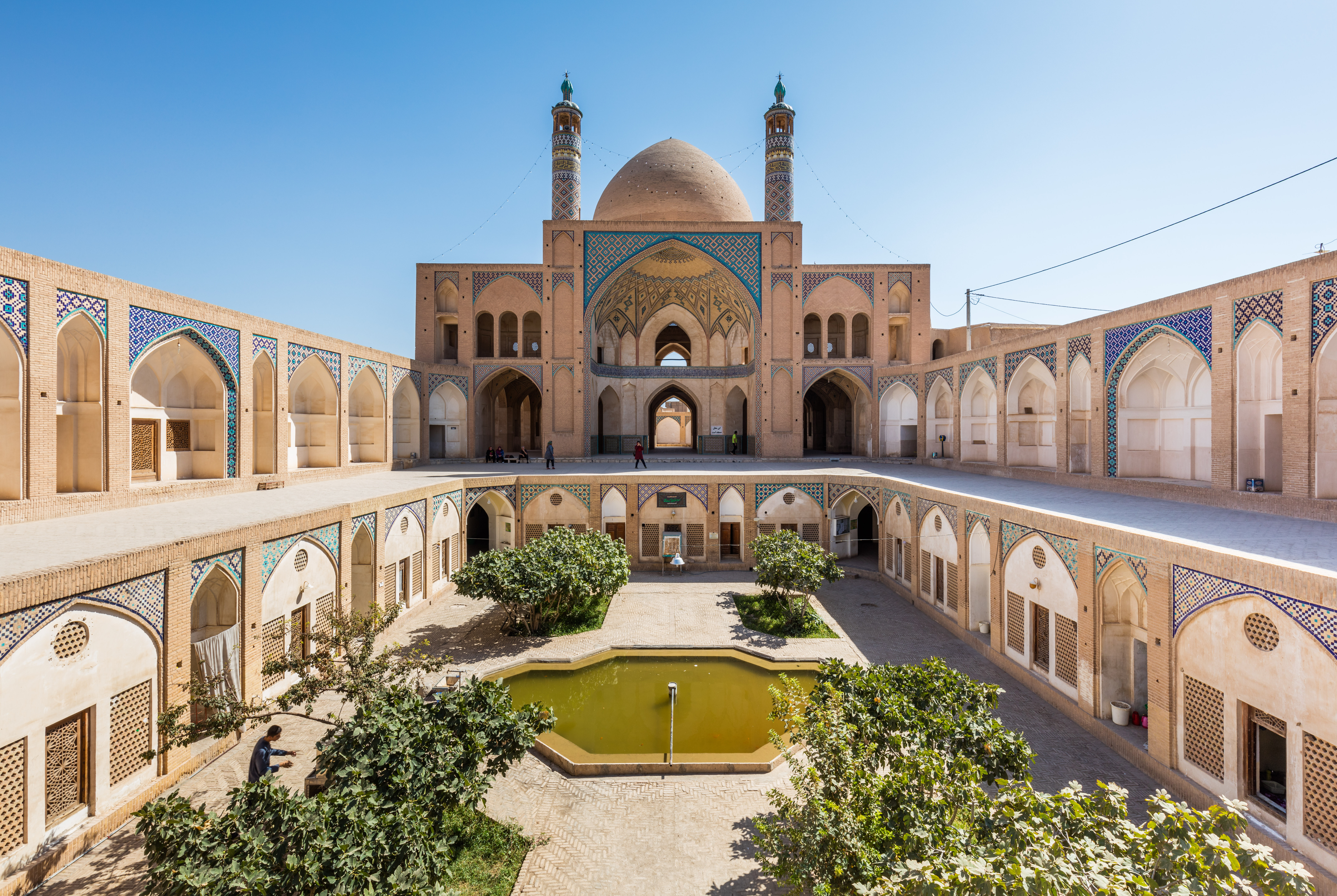
مسجد آقابزرگ
- موزه ملی کاشان

- باغ فین
- حمام سلطان امیر احمد
- خانه بروجردی‌ها
- خانه طباطبایی‌ها
- خانه عامری‌ها
- خانه عباسیان
- مسجد آقابزرگ

## شهرهای دیگر
- آرامگاه پیربکران در  فلاورجان
- ابیانه
- پل کله
- پیست اسکی افوس
- پیست اسکی فریدون‌شهر
- چاله سنبک
- حمام خسروآقا

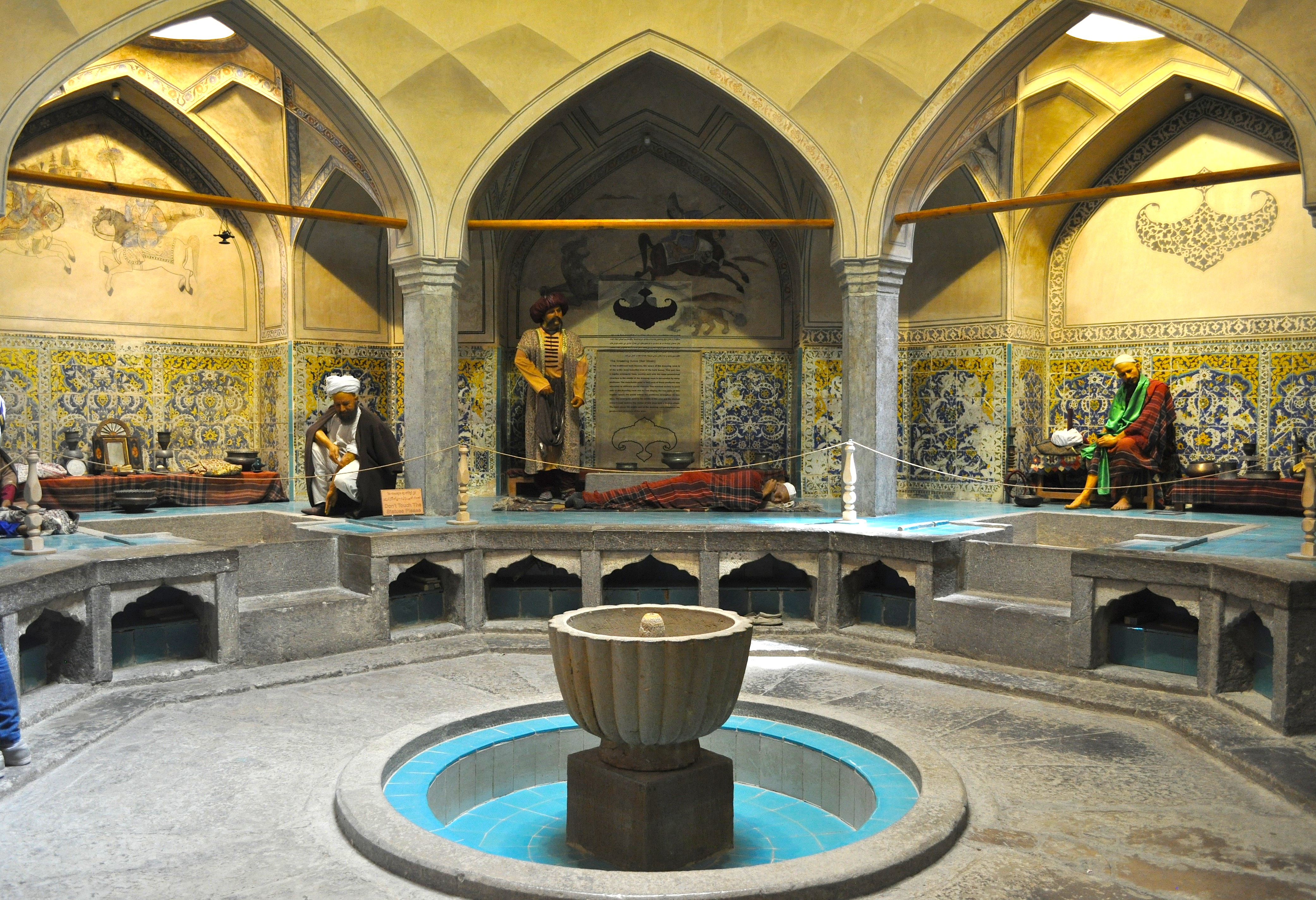
حمام شاه علی
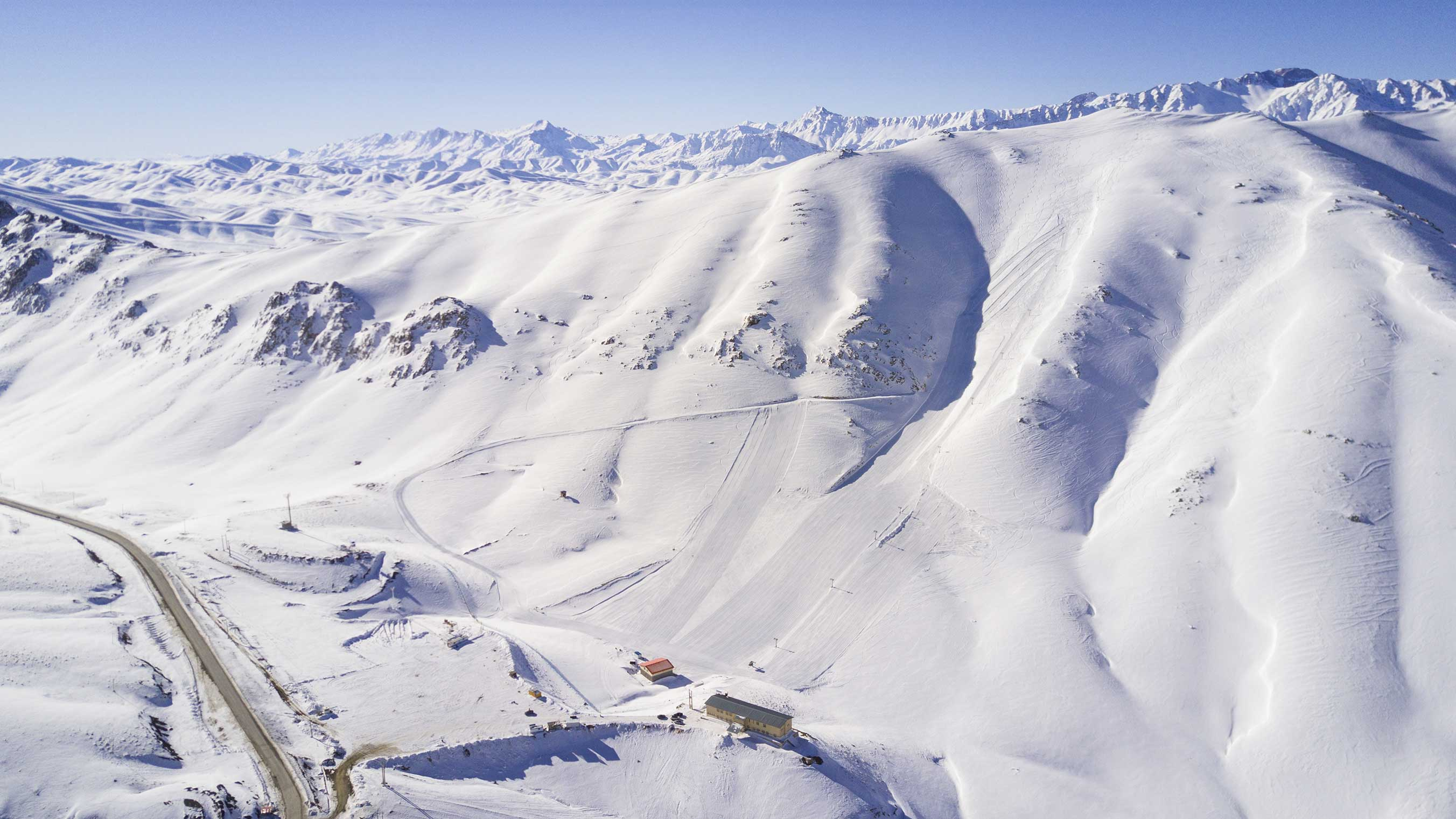
پیست اسکی فریدون‌شهر
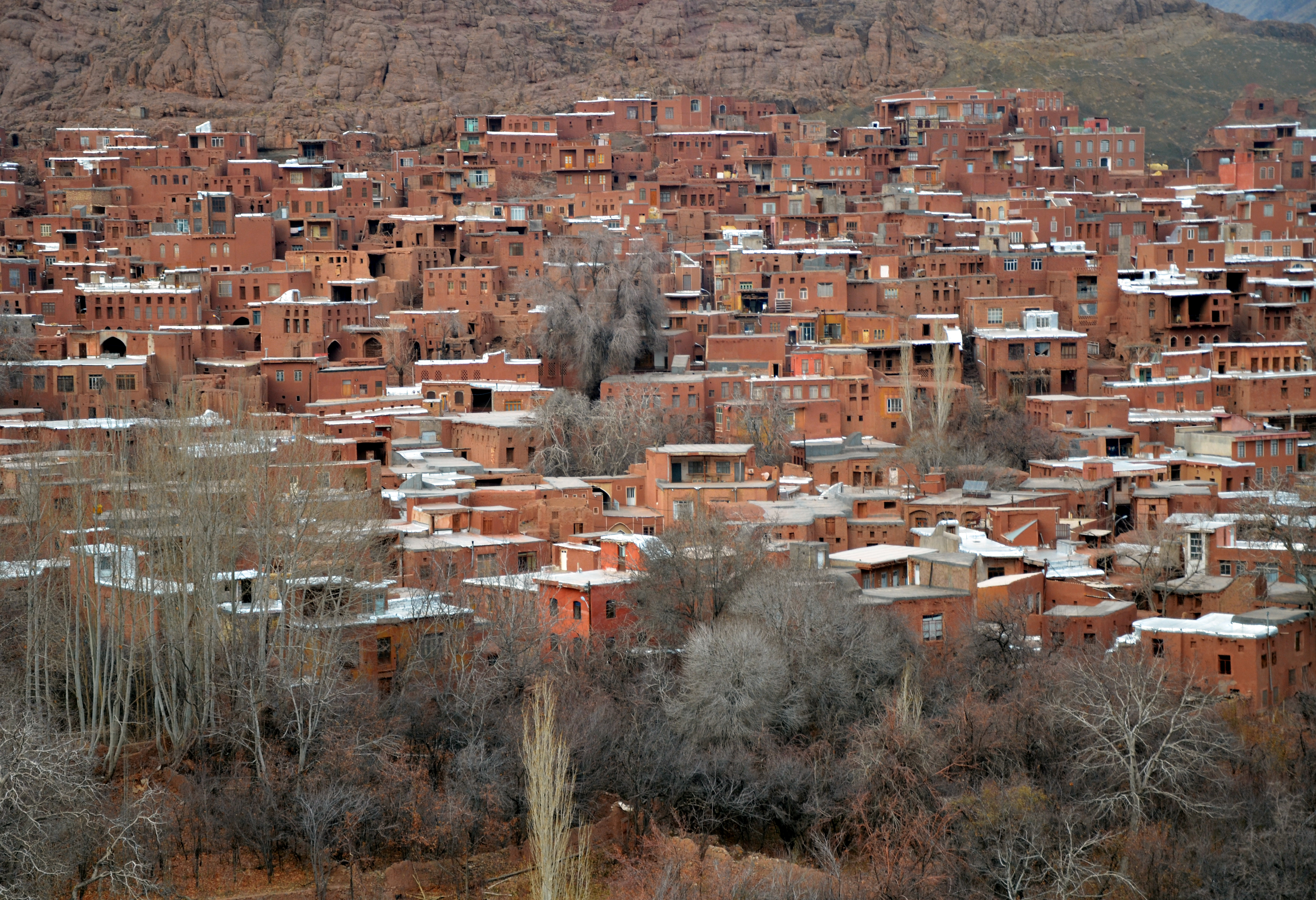
ابیانه

- حمام شیخ بهایی
- حمام علی‌قلی‌آقا
- خانه سید جواد نایل
- غار پریان
- فین کوچک
- قلعه شاهدژ
- مسجد آقانور
- مسجد اشترجان
- مسجد دروازه نو
- مسجد صفا
- مسجد مصری
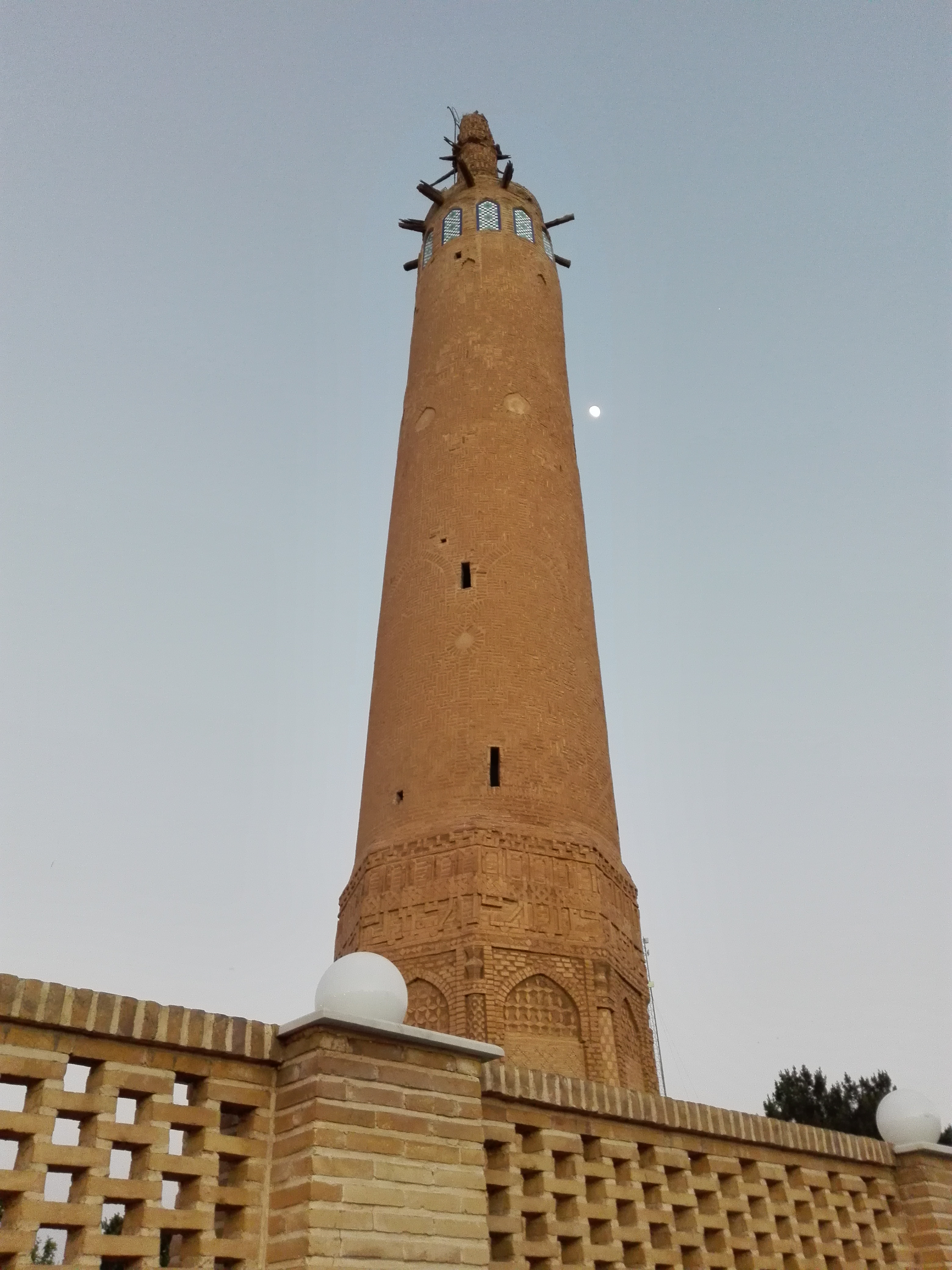
مناره گلپایگان
- زرین شهر

- حمام علی‌قلی‌آقا
- پیست اسکی فریدون‌شهر
- ابیانه
- مناره گلپایگان